# Come with Us
Come with Us is het vierde album van het Britse elektronicaduo The Chemical Brothers. Het album kwam op 28 januari 2002 uit. Onder andere Richard Ashcroft van The Verve en Beth Orton zijn als gastzangers te horen op het album. Het album werd goud gecertificeerd door de BPI op 1 februari 2002.

## Nummers
Alle muziek en teksten zijn geschreven door Tom Rowlands en Ed Simons. 
| 1.                 | Come with Us                        | 4:58 |
| 2.                 | It Began in Afrika                  | 6:16 |
| 3.                 | Galaxy Bounce                       | 3:28 |
| 4.                 | Star Guitar                         | 6:27 |
| 5.                 | Hoops                               | 6:32 |
| 6.                 | My Elastic Eye                      | 3:42 |
| 7.                 | The State We're In (met Beth Orton) | 6:27 |
| 8.                 | Denmark                             | 5:07 |
| 9.                 | Pioneer Skies                       | 4:05 |
| 10.                | The Test (met Richard Ashcroft)     | 7:46 |
| Totale duur: 54:47 |                                     |      |

## Bezetting
- Tom Rowlands - Diskjockey
- Ed Simons - Diskjockey

## Album Top100
| "Come with Us" in de Nederlandse Album Top 100 - binnen: 09-02-2002 | "Come with Us" in de Nederlandse Album Top 100 - binnen: 09-02-2002 | "Come with Us" in de Nederlandse Album Top 100 - binnen: 09-02-2002 | "Come with Us" in de Nederlandse Album Top 100 - binnen: 09-02-2002 | "Come with Us" in de Nederlandse Album Top 100 - binnen: 09-02-2002 | "Come with Us" in de Nederlandse Album Top 100 - binnen: 09-02-2002 | "Come with Us" in de Nederlandse Album Top 100 - binnen: 09-02-2002 | "Come with Us" in de Nederlandse Album Top 100 - binnen: 09-02-2002 |
| Week                                                                | 1                                                                   | 2                                                                   | 3                                                                   | 4                                                                   | 5                                                                   | 6                                                                   | 7                                                                   |
| ------------------------------------------------------------------- | ------------------------------------------------------------------- | ------------------------------------------------------------------- | ------------------------------------------------------------------- | ------------------------------------------------------------------- | ------------------------------------------------------------------- | ------------------------------------------------------------------- | ------------------------------------------------------------------- |
| Nummer                                                              | 30                                                                  | 30                                                                  | 39                                                                  | 51                                                                  | 66                                                                  | 90                                                                  | 95                                                                  |